# Thibron (veldheer)
Thibron (Oudgrieks Θίβρων / Thíbrôn - « warm, brandend ») was een Spartaans veldheer. In 399 v.Chr. werd hij met 5000 infanteristen uit Peloponnesos en 300 Atheense ruiters naar Klein-Azië gestuurd om als gouverneur de Griekse steden te ondersteunen die werden bedreigd door de Perzische satraap Tissaphernes en om gebieden te veroveren, daar de Grieken tijdens de “Tocht van Tienduizend” hadden geleerd dat de oosterse krijgsmacht weinig tegen de Griekse tucht vermocht. Dit leidde tot de Spartaans-Perzische oorlog (399-394 v.Chr.).
Aanvankelijkheid lukte het Thibron niet een veldslag met de Perzen uit te lokken. Hierin kwam verandering toen hij de overgebleven leden van de Tienduizend aan zijn leger wist toe te voegen. Hij versloeg de Perzen meerdere malen en nam diverse steden in, waarna uiteindelijk de stad Latissa werd belegerd. Toen dit beleg tot niets leidde, werd hij vervangen door Dercylidas. Bij zijn terugkeer naar Sparta werd Thibron veroordeeld en verbannen omdat hij zijn troepen had toegelaten het grondgebied van Sparta's bondgenoten in de regio te plunderen.
In 391 v.Chr. tijdens de Korinthische Oorlog werd Thibron opnieuw naar Klein-Azië gestuurd om een einde te maken aan de pro-Atheense politiek van de satraap Struthas. De invallen die Thibron in Perzisch gebied deed waren slecht voorbereid, waardoor het Struthas lukte de Spartanen in een hinderlaag te lokken en te vernietigen. Thibron kwam hierbij om het leven.
Hij was mogelijk dezelfde Thibron als diegene aan wie Aristoteles een werk toeschreef dat Lycurgus prees.

## Voetnoten
1. ↑  Xenophon, Hellenica III 1.5.
2. ↑  Xenophon, Hellenica I 3.6-7.
3. ↑  Xenophon, Hellenica, I 3.7-8.
4. ↑  Xenophon, Hellenica, I 3.8.
5. ↑  Xenophon, Hellenica, IV 8.17.
6. ↑  Xenophon, Hellenica IV 8.18-19.
7. ↑  Politika 1333.